# キリスト教共産主義
キリスト教共産主義（キリストきょうきょうさんしゅぎ）は、キリスト教を中心とする宗教的共産主義思想。

## 概要

### 新約聖書と教会史におけるキリスト教共産主義
「イエス・キリストの教えによれば、キリスト教徒達が共産主義を理想的な社会体制として支持しなければならない」という見解に根拠をおき発達した神学的で政治的な理論。キリスト教共産主義がいつ生まれたのかについての共通見解はないが、新約聖書の使徒行伝によれば、エルサレム教会では財産を共有するキリスト教社会主義共同体を維持したとされている。エルサレム教会とは神学性格が違った使徒パウロやヤコブも、教会では教友達の間の不平等があってはいけないと信じた。アウグスティヌスも哲学について述べているが、自由に共有すべきと考えていた（このことから自由ソフトウェアなどの知的財産の無償性を唱えた最初の人物であるとみなされることがある）。また、中世の教会法では万物が神の財産であり、「神のもの」だから財産の私有は正しくなく、財産の共有が正しいという見解が主流だった。宗教改革期においても、再洗礼派等の急進的なプロテスタント宗派は、財産の共有を主張し、キリスト教を通じて平等社会の実現を達成しようとした。

### イデオロギー
キリスト教共産主義は、（より穏健な）キリスト教社会主義と、（より急進的な）キリスト教アナキズムの間のどこかにあると見なすことができる。キリスト教共産主義者は、大部分のマルクス主義者達が持つ無神論的な見解を共有しているわけではないが、「金持ちが神の国に入るよりも、ラクダが針の穴を通る方がもっとやさしい」や「貧しい者は幸いです。神の国はあなたがたのものですから。」などといったキリスト教の言葉を根拠に、資本家が労働者階級から剰余価値を搾取して利益を得ているという経済認識や、資本主義が社会主義に置き換えられ、最終的には共産主義に発展するという歴史発展理論など、マルクス主義者の政治綱領の一部には同意している。
しかし、キリスト教共産主義は、マルクス主義、特にレーニン主義とは相容れない点がある。それは社会主義社会や共産主義社会がどのように建設されるかについてのことで、マルクス主義共産主義者達と“結論”は共有するが、その“前提”には同意しないという事が見られる。